# Emmerson Mnangagwa

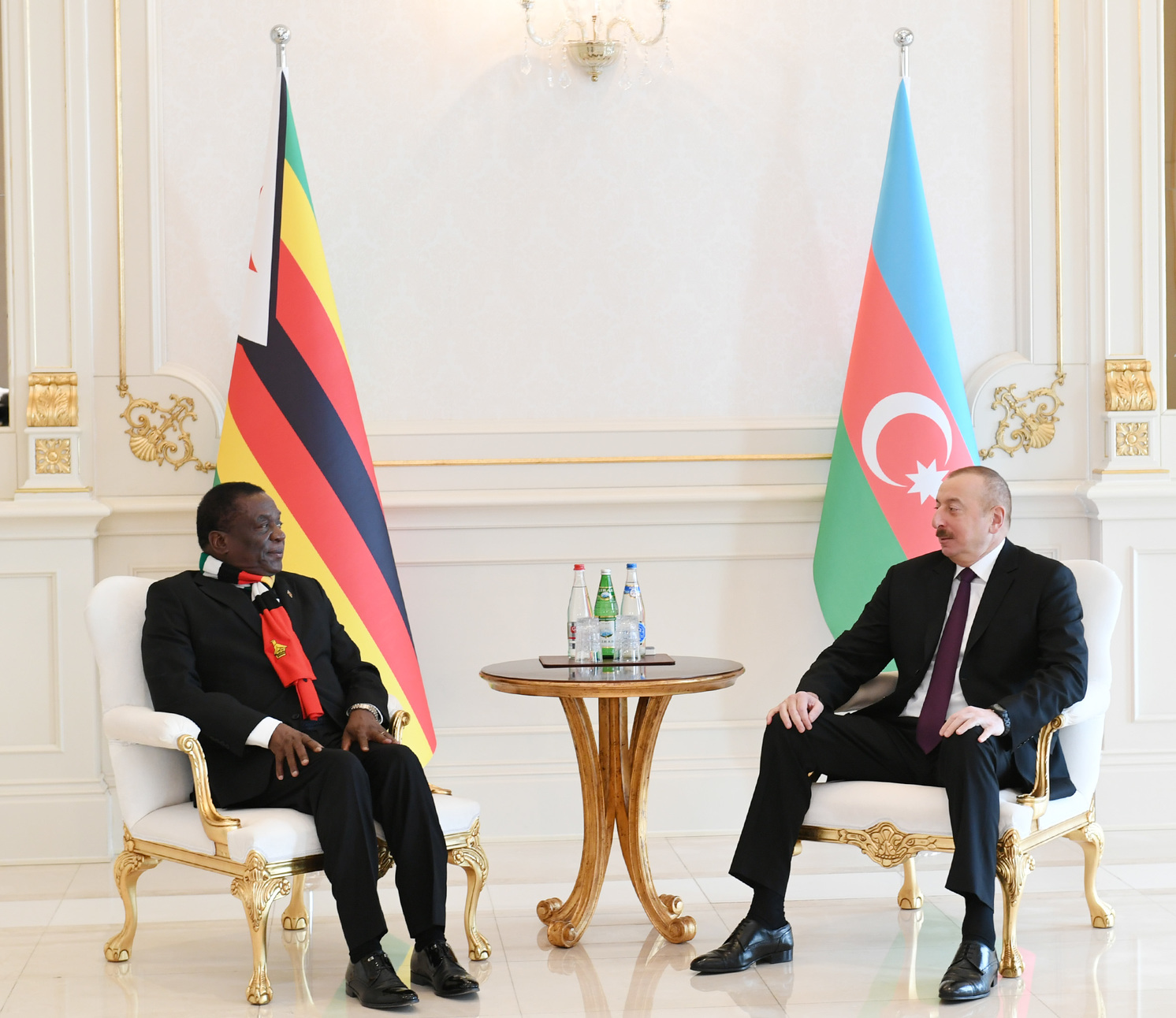
Emmerson Mnangagwa podczas spotkania z prezydentem Azerbejdżanu İlhamem Əliyevem, 19 stycznia 2019

Emmerson Dambudzo Mnangagwa (ur. 15 września 1942 w Zvishavane) – zimbabweński polityk. W latach 2009–2013 minister obrony Zimbabwe, w latach 2013–2017 minister sprawiedliwości, prawa i spraw parlamentarnych Zimbabwe, w latach 2014–2017 pierwszy wiceprezydent Zimbabwe, od 2017 prezydent Zimbabwe oraz jednocześnie przewodniczący Afrykańskiego Narodowego Związku Zimbabwe – Frontu Patriotycznego (ZANU-PF). W 2018 został umieszczony na liście 100 najbardziej wpływowych ludzi według magazynu „Time”.

## Działalność przed prezydenturą
Mnangagwa należy do grupy etnicznej Karanga. Urodził się w 1942, choć niektóre źródła podają 1946, czemu sam polityk zaprzecza.
W okresie prezydentury Roberta Mugabe, był uważany za jedną z najbardziej wpływowych osób w rządzącej partii ZANU-PF oraz często wymieniany jako potencjalny sukcesor prezydenta. Przez prawie 40 lat działalności politycznej zajmował stanowiska m.in. ministra bezpieczeństwa państwowego (1980–1988), ministra sprawiedliwości, prawa i spraw parlamentarnych (1989–2000 i 2013–2017), ministra finansów (1995–1996), przewodniczącego Izby Zgromadzenia (2000–2005), ministra mieszkalnictwa i udogodnień społecznych (2005–2009) oraz ministra obrony (2009–2013).
10 grudnia 2014 w następstwie zdymisjonowania dotychczasowej pierwszej wiceprezydent Joyce Mujuru, prezydent Robert Mugabe powołał Emmersona Mnangagwę na stanowisko wiceprezydenta kraju. Objął urząd 12 grudnia 2014, zachowując stanowisko ministra sprawiedliwości.

## Prezydentura
6 listopada 2017 prezydent Robert Mugabe zdymisjonował go z funkcji wiceprezydenta. W następstwie tej decyzji, 14 listopada 2017 dowództwo armii podjęło decyzję o wkroczeniu do stolicy kraju – Harare i osadzeniu prezydenta Mugabe w areszcie domowym. 19 listopada 2017 władze partii ZANU-PF odwołały prezydenta Mugabe z funkcji lidera ugrupowania, jednocześnie mianując na ten urząd Mnangagwę. 24 listopada 2017 polityk został zaprzysiężony na stanowisku prezydenta Zimbabwe.
27 listopada 2017 prezydent Mnangagwa zdymisjonował wszystkich członków swojego gabinetu, w tym drugiego wiceprezydenta Phelekezela Mphoko. 30 listopada 2017 powołany został nowy gabinet, złożony wyłącznie z członków partii ZANU-PF oraz wysokich rangą wojskowych.

## Wizyty zagraniczne
- Republika Południowej Afryki (21 grudnia 2017)[13]
- Angola (12 stycznia 2018)[14][15]
- Namibia (15 stycznia 2018)[16]
- Mozambik (17 stycznia 2018)[17]
- Szwajcaria (23–26 stycznia 2018)[18]
- Botswana (12 lutego 2018)[19]
- Demokratyczna Republika Konga (1 marca 2018)[20]
- Rwanda (20 marca 2018)[21]
- Wybrzeże Kości Słoniowej (26–27 marca 2018)[22]
- Chińska Republika Ludowa (2–6 kwietnia 2018)[23]
- Namibia (16 sierpnia 2018)[24]
- Zambia (23 października 2018)[25]
- Etiopia (16 listopada 2018)[26]
- Federacja Rosyjska (15–16 stycznia 2019)[27]
- Białoruś (17–19 stycznia 2019)[28][29]
- Azerbejdżan (18–19 stycznia 2019)[30]
- Kazachstan (19 stycznia 2019)[31]
- Zjednoczone Emiraty Arabskie (16 marca 2019)[32]
- Namibia (25 lipca 2019)[33]
- Republika Południowej Afryki (4–6 września 2019)[34][35]
- Uganda (8–10 października 2019)[36][37]
- Federacja Rosyjska (21–23 października 2019)[38][39]
- Mozambik (15 stycznia 2020)[40]
- Kuba (23–25 września 2022)[41][42]